# Проспер, Пьер-Луи
Пьер-Луи Проспер (фр. Pierre-Louis Prospère; 12 октября 1947, Бене, Гаити — 1997, Сойссон-ля-Монтань, там же) — гаитянский художник. Его картины, на которых изображены мистические духи и Лоа, заслуживают особого внимания. 

## Биография

### Детство
Пьер-Луи родился 12 октября 1947 года в коммуне Бене (Баине) (фр. Bainet; гаит. креол. Benè), недалеко от города Жакмель. Он не получил достаточного образования, но известно, что он развивался творчески: самостоятельно научился играть на скрипке и на барабанах, учился живописи.
В детстве он помогал своему отцу, хунгану (священнослужитель в религии вуду), в подготовке церемоний. В шестнадцатилетнем возрасте он переехал в столицу страны, Порт-о-Пренс. Там он работал на нескольких работах.

### Начало карьеры
Позже, работая официантом в доме Мода Робарда, он присоединился к простонародному сообществу «Saint Soleil» (рус. Святое Солнце), которое объединило многих бедных художников, певцов, танцоров, ремесленников, живописцев и т. п.
Проспер последовал за Модом, когда тот переехал в коммуну Сойссон-ля-Монтань, в дом на горе, где позже писал картины, благодаря которым стал одним из самых выдающихся художников не только сообщества, но и всего Гаити.
«Saint Soleil» не просуществовало долгое время; через несколько лет она распалась. После этого Проспер и ещё четверо видных гаитянских художников объединились в группу «Cinq Soleils» (рус. Пять Солнц).   
После нескольких лет работы техника Пьера-Луи значительно развилась, и он стал видным и уважаемым членом местного художественного сообщества.

### Смерть
Его процветающая карьера резко оборвалась из-за преждевременной смерти от приступа астмы в ноябре 1997 года. На тот момент ему было 50 лет.
Картины Проспера Пьера-Луи были проданы местным благотворительным сообществом, вырученные деньги с которых были отправлены больным города Дешапель. Работы художника входят в коллекцию Оливье Дориа д'Ангри.

## Внешние ссылки
- Некоторые картины Пьера-Луи в «Galery d'Art Nader», PAP, Гаити.
- Картины Пьера-Луи Проспера в «Friends of Hospital» Альберта Швейцера